# Achias alutarius
Achias alutarius är en tvåvingeart som beskrevs av Mcalpine 1994. Achias alutarius ingår i släktet Achias och familjen bredmunsflugor. Inga underarter finns listade i Catalogue of Life.